# Джефферсон-Сіті (Теннессі)
Джефферсон-Сіті (англ. Jefferson City) — місто (англ. city) в США, в окрузі Джефферсон штату Теннессі. Населення — 8419 осіб (2020).

## Географія
Джефферсон-Сіті розташований за координатами 36°7′12″ пн. ш. 83°29′0″ зх. д. / 36.12000° пн. ш. 83.48333° зх. д. (36.120125, -83.483470).  За даними Бюро перепису населення США в 2010 році місто мало площу 16,64 км², з яких 16,53 км² — суходіл та 0,12 км² — водойми.

## Демографія
Згідно з переписом 2010 року, у місті мешкало 8047 осіб у 2931 домогосподарстві у складі 1743 родин. Густота населення становила 483 особи/км².  Було 3339 помешкань (201/км²).
Расовий склад населення:
| - 86,9 % — білих - 5,9 % — чорних або афроамериканців - 1,2 % — азіатів - 0,5 % — корінних американців - 0,1 % — вихідців з тихоокеанських островів - 3,4 % — осіб інших рас |

До двох чи більше рас належало 2,0 %. Частка іспаномовних становила 7,7 % від усіх жителів.
За віковим діапазоном населення розподілялося таким чином: 20,7 % — особи молодші 18 років, 65,9 % — особи у віці 18—64 років, 13,4 % — особи у віці 65 років та старші. Медіана віку мешканця становила 28,8 року. На 100 осіб жіночої статі у місті припадало 88,7 чоловіків;  на 100 жінок у віці від 18 років та старших — 84,0 чоловіків також старших 18 років.
Середній дохід на одне домашнє господарство  становив 42 263 долари США (медіана — 33 672), а середній дохід на одну сім'ю — 51 799 доларів (медіана — 43 929). Медіана доходів становила 30 404 долари для чоловіків та 30 908 доларів для жінок. За межею бідності перебувало 23,3 % осіб, у тому числі 30,0 % дітей у віці до 18 років та 11,4 % осіб у віці 65 років та старших.
Цивільне працевлаштоване населення становило 3572 особи. Основні галузі зайнятості: освіта, охорона здоров'я та соціальна допомога — 22,1 %, виробництво — 17,1 %, роздрібна торгівля — 13,2 %, мистецтво, розваги та відпочинок — 12,2 %.